# Sympetrum parvulum
Sympetrum parvulum là loài chuồn chuồn trong họ Libellulidae. Loài này được Bartenev mô tả khoa học đầu tiên năm 1912.

## Hình ảnh

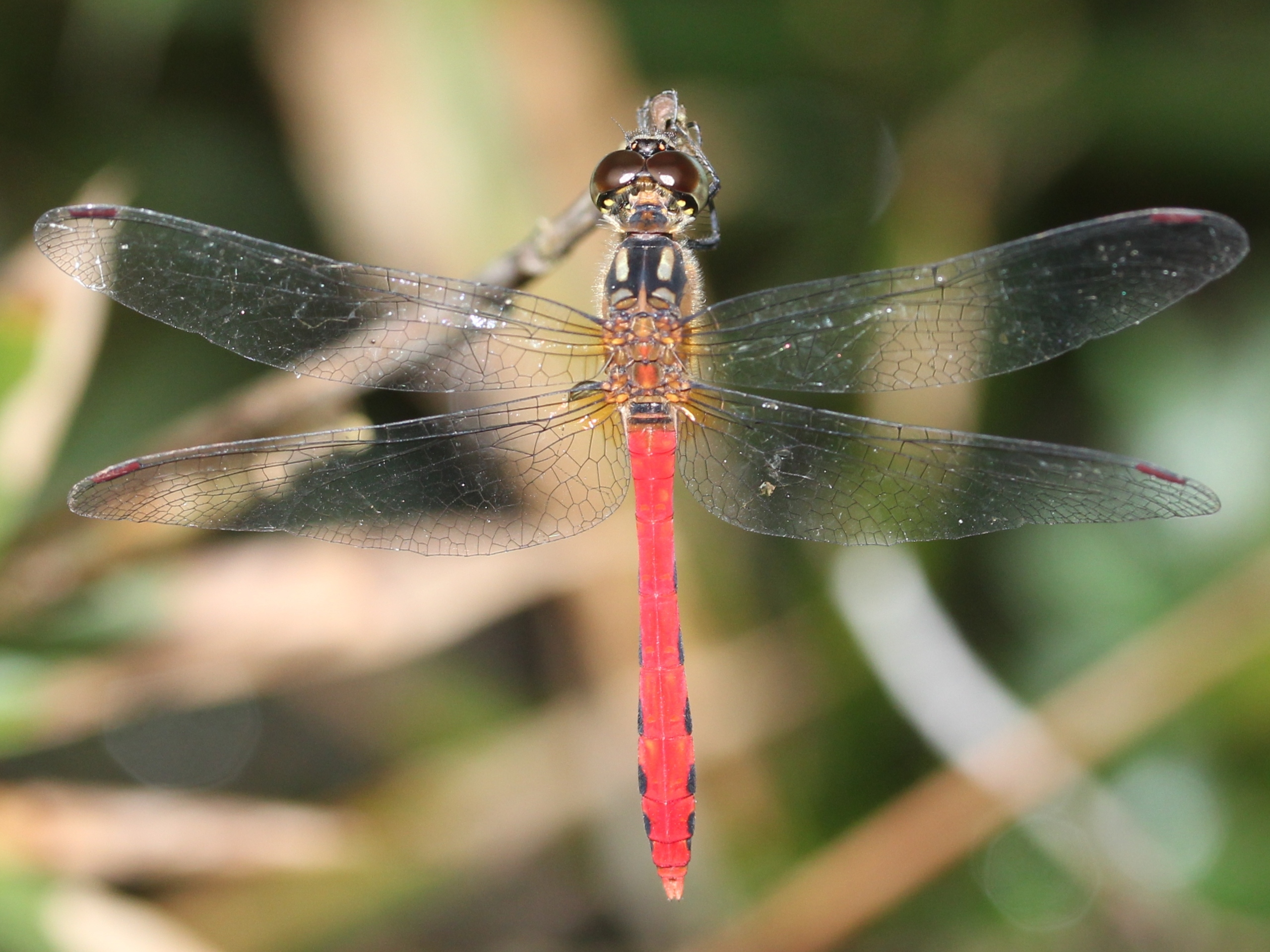
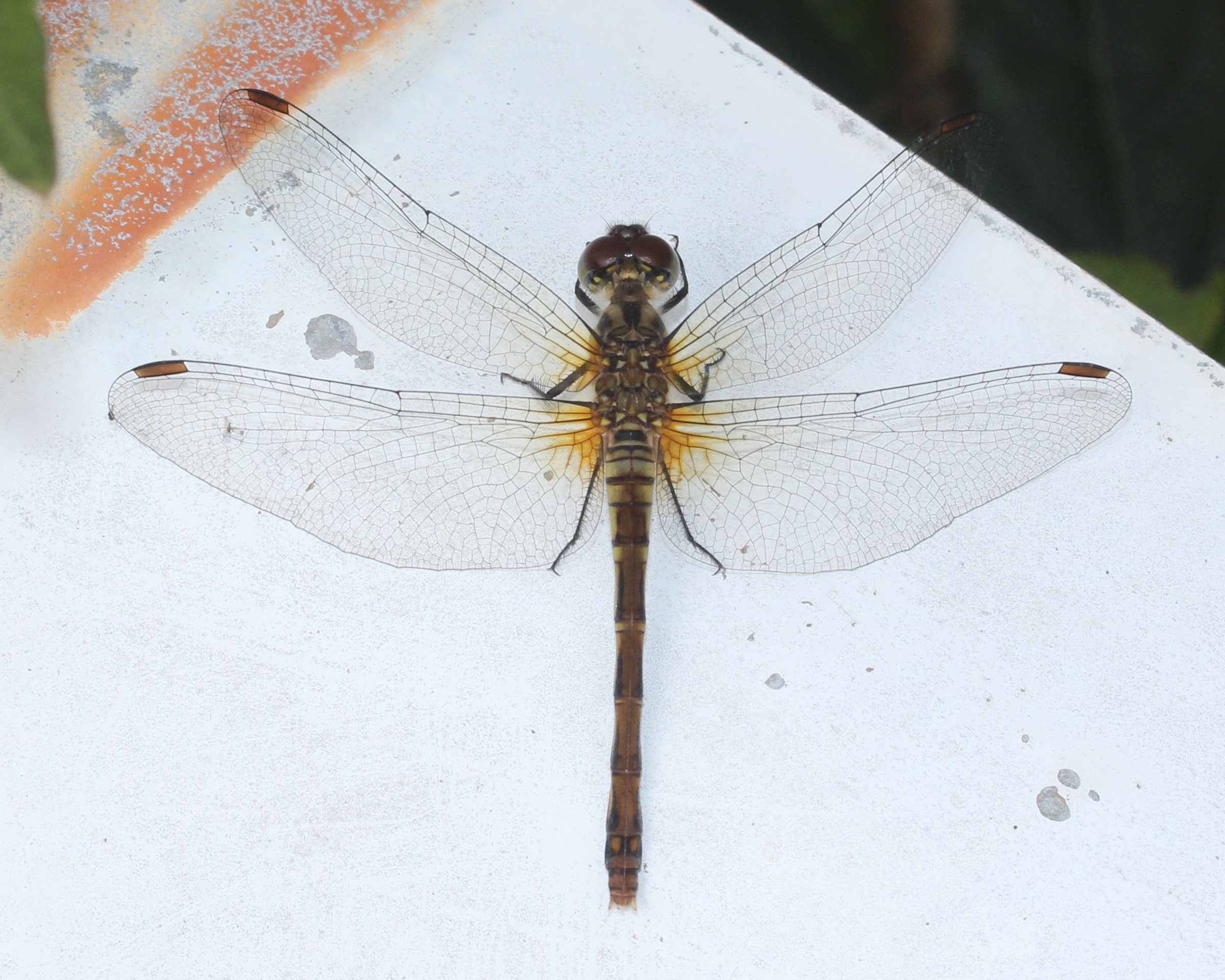
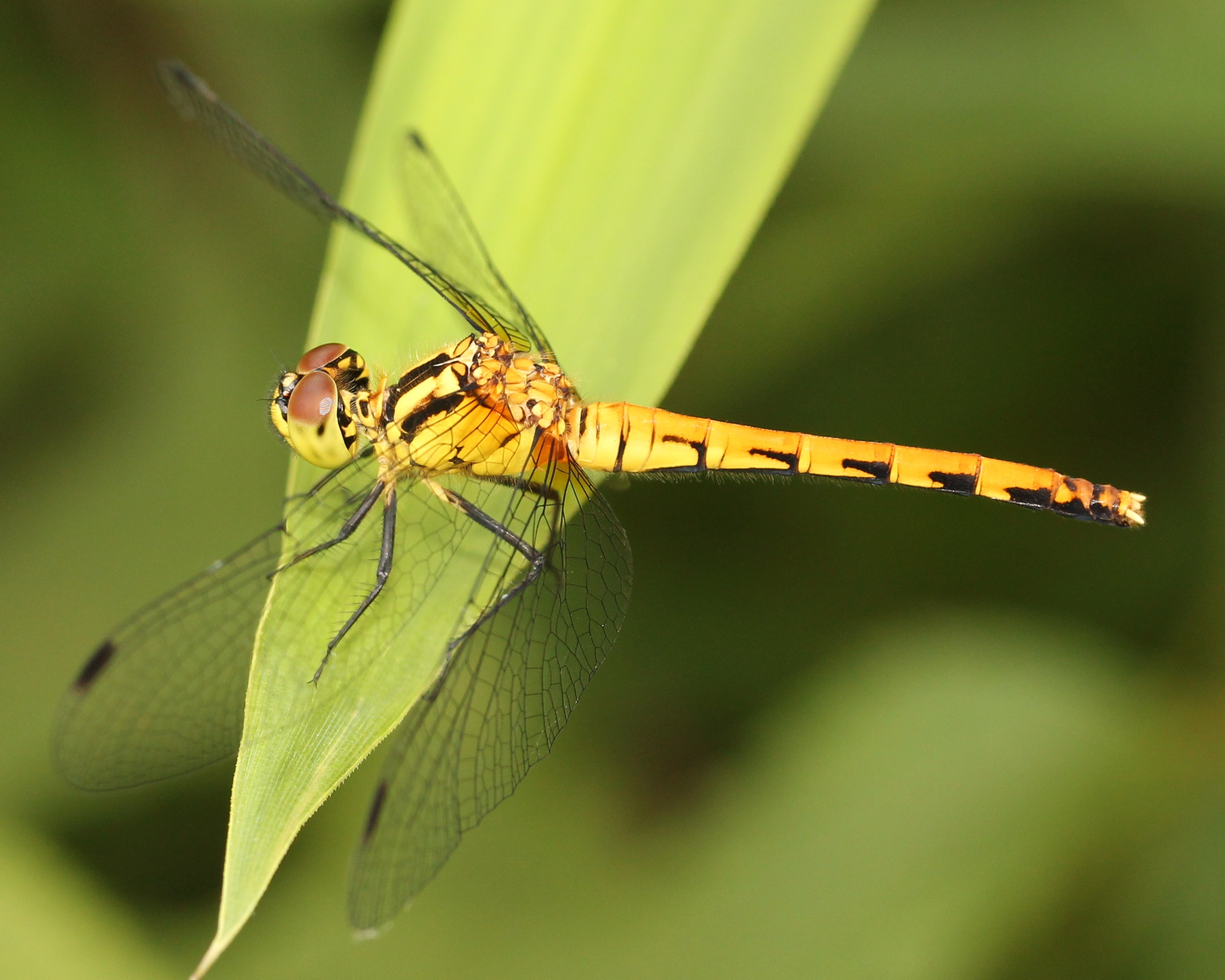
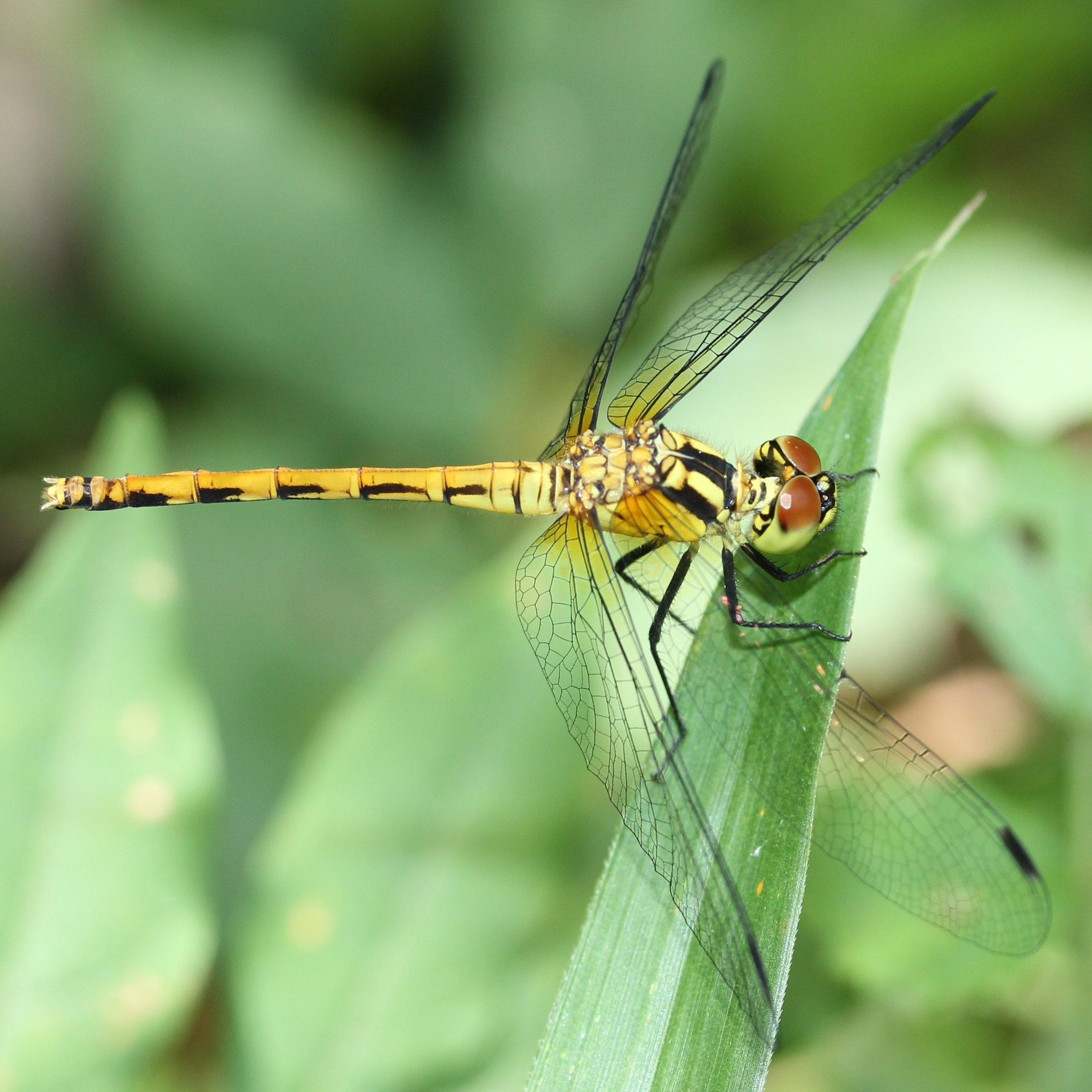